# Rhätische Bahn

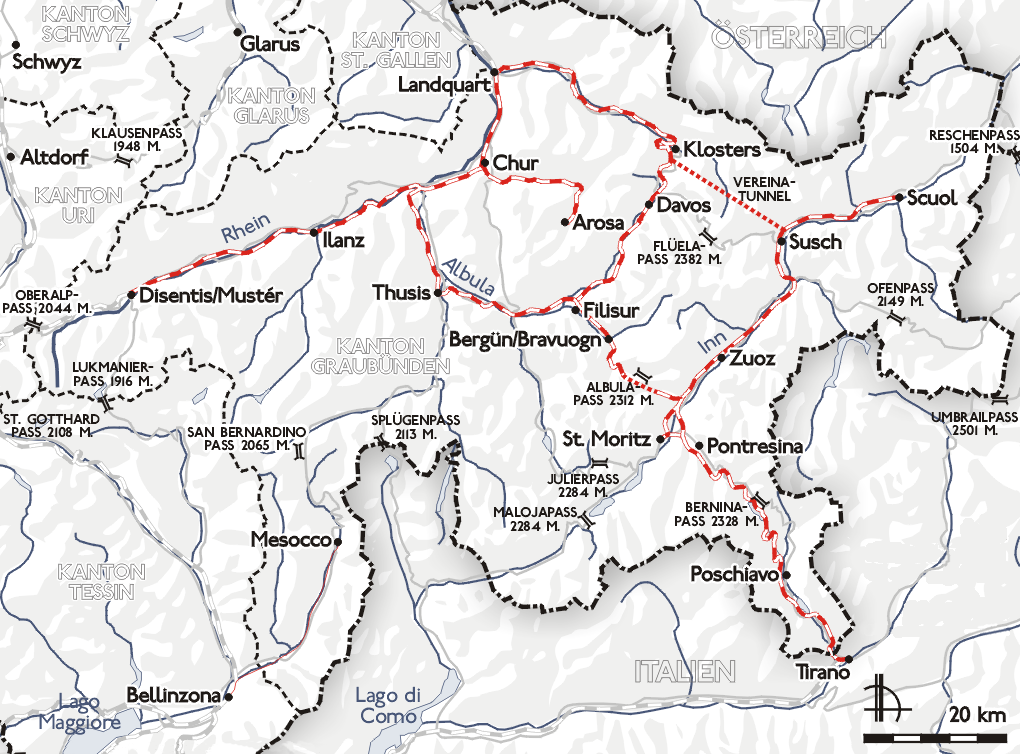
Rhätische Bahns linjenät.

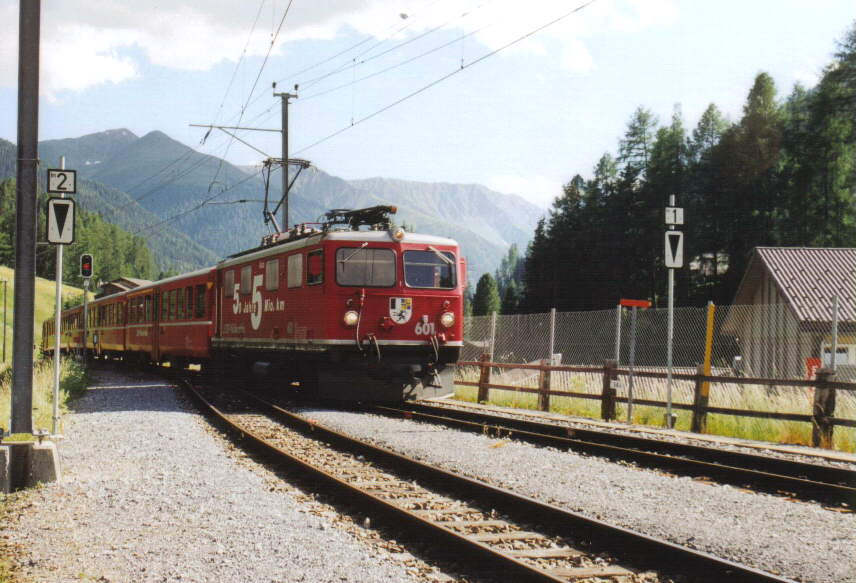
Lok av typen Ge 4/4^{I} på ingång till stationen Davos-Glaris i Davos.

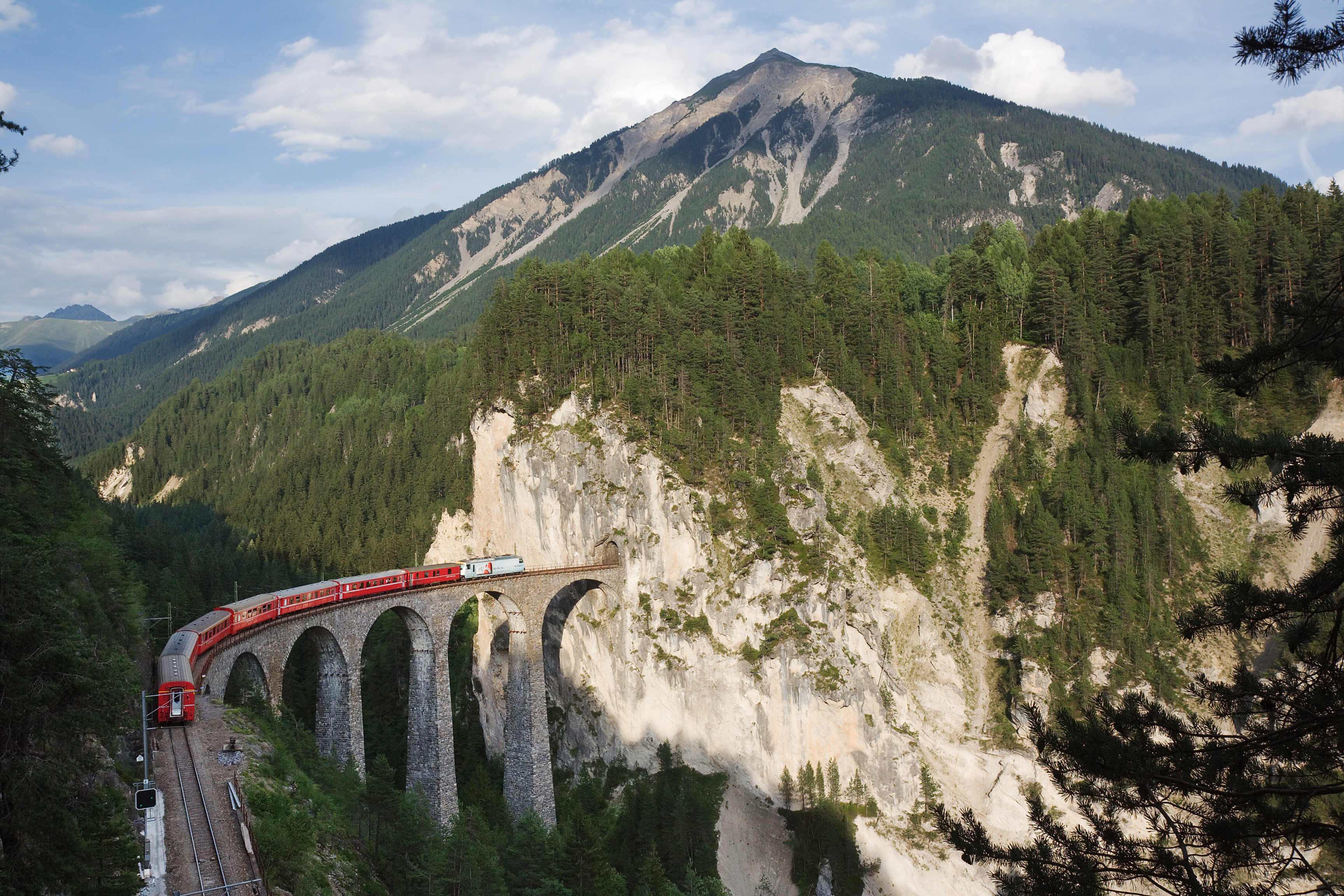
Landwasserviadukt, på linjen Chur–St. Moritz.

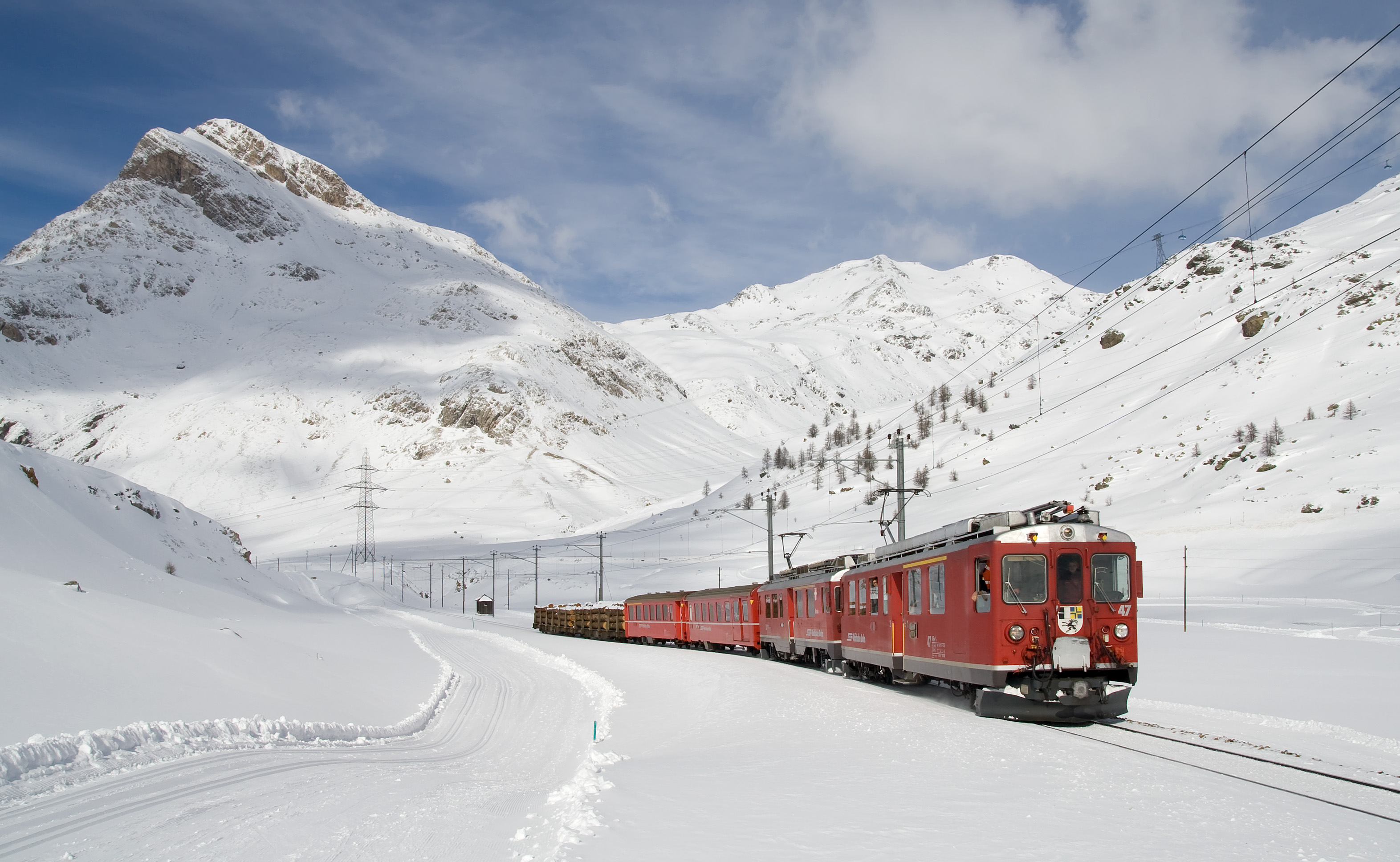
Regionaltåg på Bernina-linjen mellan Lagalb och Ospizio Bernina draget av två motorvagnar av typen ABe 4/4 II resp. 4/4 III.

Rhätische Bahn (RhB) (Rätiska järnvägen), italienska: Ferrovia Retica, rätoromanska: Viafier Retica, franska: Chemins de fer rhétiques, är ett järnvägsföretag i östra delen av Schweiz. Dess järnvägslinjer är smalspåriga (meterspår) och går till stor del i högalpina dalgångar. Den första bansträckan öppnades 1896 och flera förgreningar anlades under 1900-talets början.
Större delen av järnvägsnätets 384 km ligger i den schweiziska kantonen Graubünden som delvis överlappar den forna romerska provinsen Raetias (tyska: Rätien) tidigare territorium (därav namnet). Dessutom har bolaget en linje till den italienska staden Tirano. Hela 291 broar och 91 tunnlar ingår i järnvägsnätet.
Rhätische Bahn är ett aktiebolag som ägs av kantonen Graubünden (51 %) och den schweiziska konfederationen (43 %). Huvudkontoret finns i Chur.
Rhätische Bahn förfogar över följande nät:
- Landquart–Chur–Thusis–St. Moritz är stambanan inom Rhätische Bahn.
- Landquart–Davos–Filisur
- Chur–Arosa
- Pontresina–Samedan–Scuol
- Chur–Disentis/Mustér
- St. Moritz–Tirano (Italien)
- Klosters–Susch (Vereinatunneln)

Ungefär 80 % av reseintäkterna kommer från turister, trots att denna grupp utgör 60 % av resenärerna. Det stora antalet turister kan förklaras av att järnvägen förbinder många av Schweiz kända skidorter, samt att banorna till stor del går i vackra alplandskap. Särskilt Albula-sträckan Chur-St Moritz (1 774 m ö.h.) är omskriven i positiva ordalag i pressen. Sträckan går 63 km från Thusis (697 m ö.h.) i alplandskap med 39 tunnlar och 55 broar över pass. Mellan Filisur och Preda på norra sidan av den 5865 m långa Albulatunneln går banan i spiral (delvis i tunnel) för att vinna höjd. Den högst belägna banan är Berninabanan St. Moritz–Tirano som når 2 253 m över havet.
Rhätische Bahn förfogar över 89 ellok och motorvagnar samt 374 sittvagnar och 997 godsvagnar.
RhB är smalspårigt med 1000 mm spårvidd (meterspår). Bolaget har en omfattande godstrafik med en stor omlastningsterminal för gods från SBB i Landquart och en stor omlastningscentral för landsvägsgods i Samedan. Bangårdar, stickspår och omlastningsställen finns på ett 30-tal platser längs nätet. Godstrafiken motsvarar ca 100 000 lastbilar per år, och eftersom vägarna ofta är både smala och krokiga i Alperna bidrar denna trafik till minskat slitage på vägarna och en ökad trafiksäkerhet. Godsvagnar kopplas ofta till och från passagerartågen under tiden tågen gör ordinarie uppehåll på stationerna och denna hantering sker så smidigt att tidtabellen knappt påverkas alls. Vissa delar av Alperna är helt beroende av att järnvägen kan förmedla gods, särskilt timmertransporter och bulkvaror på grund av de branta vägarna, men även det allmänna distributionsnätet för dagligvaror använder sig av järnvägen.
Turisttåget Glacier Express är berömt i turistsammanhang. Det går sträckan Zermatt-Chur-Sankt Moritz. 
Detta tåg går i samtrafik på Rhätische Bahn och Matterhorn Gotthard Bahn (MGB).
Berninaexpressen mellan Chur i Schweiz och Tirano i Italien bjuder på några av de mest svindlande utsikterna som kan fås från ett tågfönster. Banan klättrar bland annat genom Berninapasset med en högsta höjd av 2 253 m ö.h., utan hjälp av vare sig lina eller kuggstång. Banan sattes år 2008 upp på Unescos världsarvslista.